# Mayra Gaiato
Mayra Helena Bonifacio Gaiato é uma psicóloga e neurocientista brasileira, notável por ser uma das profissionais de maior visibilidade em autismo no Brasil.
Formada em Psicologia pela Universidade Presbiteriana Mackenzie em 2005, especializou-se em Neurociências pela Universidade de São Paulo e fez mestrado em análise do comportamento aplicada. Mayra também é formada no Modelo Denver de Intervenção Precoce pelo Mind Institute (University of California) e pós graduada em Infant-Parent Mental Health na University of Massachusetts. Seu trabalho iniciou-se com foco em autismo na infância.
Em 2016, estreou um canal no YouTube sobre autismo que é, hoje, o de maior número de inscritos do Brasil no gênero. No mesmo ano, fundou o Instituto Singular, uma clínica especializada em cuidados de crianças autistas e norteada pela Metodologia desenvolvida por Mayra. Ela também é autora de vários livros. O primeiro foi Mundo Singular, focado em autismo, e lançado em 2012.

## Obras
- 2012: Mundo Singular - Entenda o Autismo
- 2014: Guia de Sobrevivência para o Transtorno do Déficit de Atenção e Hiperatividade
- 2018: S.O.S. Autismo: Guia completo para entender o transtorno do espectro autista
- 2018: O reizinho autista: Guia para lidar com comportamentos difíceis
- 2023: Cérebro Singular: Como estimular crianças no espectro autista ou com atrasos no desenvolvimento